# Markims socken
Markims socken i Uppland ingick i Seminghundra härad, ingår sedan 1971 i Vallentuna kommun och motsvarar från 2016 Markims distrikt.
Socknens areal är 25,31 kvadratkilometer, varav 25,20 land. År 2000 fanns här 304 invånare. Sockenkyrkan Markims kyrka ligger i socknen.  

## Administrativ historik
Markims socken har medeltida ursprung. 
Vid kommunreformen 1862 övergick socknens ansvar för de kyrkliga frågorna till Markims församling och för de borgerliga frågorna till Markims landskommun. Landskommunen uppgick 1952 i Vallentuna landskommun som 1971 ombildades till Vallentuna kommun. Församlingen uppgick 2006 i Vallentuna församling.
1 januari 2016 inrättades distriktet Markim, med samma omfattning som församlingen hade 1999/2000. 
Socknen har tillhört län, fögderier, tingslag och domsagor enligt vad som beskrivs i artikeln Seminghundra härad. De indelta soldaterna tillhörde Upplands regemente, Hundra Härads kompani och Livregementets dragonkår, Livskvadronen, Livkompaniet.

## Geografi
Markims socken ligger sydost om Arlanda.  Socknen har en central bördig slättbygd som omges av skogbeklädda moränmarker.

## Fornlämningar
Från järnåldern finns 24 gravfält med stensträngar. Ett tiotal runristningar har påträffats.

## Namnet
Namnet skrev 1287 Markem innehåller förleden mark, '(större) skog'. Efterleden är hem här troligen i betydelsen 'bygd'.